# イロイロ

イロイロ州の位置

イロイロ市（City of Iloilo、イロンゴ語： Ciudad sang Iloilo、フィリピン語： Lungsod ng Iloilo）は、フィリピン中部ビサヤ諸島のパナイ島南岸にある都市。ギマラス島やネグロス島と海を挟んで向かい合っている。イロイロ州の州都で、西ビサヤ地方の政治・経済の中心でもある。2000年の国勢調査では人口は36万5820人で、フィリピンで9番目に人口の多い都市である。世帯数は72,218で人口増加率は年1.93%となっている。面積は56km2。人口密度は6533人/km2と非常に高い。
イロイロ市は歴史的にフィリピンの農業の中心地のひとつで、砂糖、コプラ、バナナ、マンゴーなどの国外輸出はここから始まり、スペイン植民地時代・アメリカ支配時代を通じて多くの色々な農産品の輸出拠点となった。

## 市街地
イロイロ市には180のバランガイがあり、 アレヴァロ（Arevalo）、シティ・プロパー（City Proper）、ハロ（Jaro）、ラパス（La Paz）、マンドゥリアオ（Mandurriao）、モロ（Molo） の6つの区にまとめられている。これらはそれぞれ独立した自治体だったものが、1937年に合併した結果である。各区は独自の教会を持ち、特に Jaro（ハロ）の教会はハロ大司教座がありイロイロ市を含む一帯を管轄している。
シティ・プロパーがイロイロ市の政治的・経済的中心部で古くからの港町、ハロ・マンドゥリアオ・モロは商業地区で、アレヴァロとラパスは住宅地区である。イロイロ空港と、イロイロ最大のショッピングモール(SM City Iloilo)はマンドゥリアオにある。
大学が6つある教育の中心地で、フィリピン大学ビサヤと西ビサヤ州立大学という国公立大学のほか4つの宗教系大学がある。

## 言語
イロンゴ語（ヒリガイノン語、Hiligaynon）がこの地の母語である。教育やビジネスの現場では英語が使われている。加えて、タガログ語や、キナライア語（Kinaray-a）なども話される。
イロンゴ語はビサヤ諸島の西部で使われるオーストロネシア語族の一種であり、イロイロ州やネグロス・オクシデンタル州で使われる。フィリピン内外で700万人が母語としており、ほかに400万人がイロンゴ語を相当話すことが出来る。

## 歴史

### 植民地化以前
スペイン人による植民地化の前から、イロイロは経済的に栄えていた。13世紀、ボルネオから来た10人のダトゥ（首長）たちがパナイ島に着き、金の帽子（salakot）と引き換えに、先住のアティ族から島の平野と谷をもらったという逸話がある。ダトゥの一人パイブロン（Paiburong）はイロン＝イロン（Irong-Irong、現在のイロイロ市）を受け取ったという。

### スペイン人の征服とイロイロへの移転
1566年、スペイン人ミゲル・ロペス・デ・レガスピがセブ島からフィリピン征服を始め、マニラに向かって北上していた頃、その部下達がパナイ島に来てオグトング（Ogtong、現在のオトン Oton）に入植した。エンコミエンダ制に基づき、ゴンザロ・ロンキーヨ（Ronquillo）が支配下の地元民を保護・教化しながら労役に使用できるエンコメンデーロの地位に就いた。これは後に総督となった。
1581年、ロンキーロはモロ人の海賊やイギリス・オランダの攻撃を受け、町の中心をオトンから12km西に移し、母国スペインのアビラ（Ávila）にある自らの故郷の町から名をとり、ラ・ヴィラ・デ・アレヴァロ（La Villa de Arevalo）と改名した。
1700年、オランダ軍とモロ人の攻撃はやまず、スペイン人植民者はさらに25km西にあるイロン＝イロン（Irong-Irong または Ilong-Ilong）の村に本拠を移した。ここはパナイ島を蛇行する川（現在のイロイロ川）の河口で、地形的にも戦略的にも守りやすい土地であった。彼らはサンペドロ要塞を築き、攻撃への備えとした。イロン＝イロンは「イロイロ」に短縮され、天然の良港はやがて地域の中心となった。

### 繊維産業の盛衰と砂糖輸出の発展
18世紀末、大規模な織物産業の発展により、イロイロはビサヤ諸島において交易と産業の中心として急速に地位を高めた。時に「フィリピンの染織産業の首都」とも称されたイロイロの産品はマニラや外国に輸出された。Sinamay（シナマイ）、piña（ピニャ）、jusi（ジュシ）などはイロイロの織機から生み出された代表的な製品である。繊維産業の発展で、中産階級も勃興し始めた。しかし、産業革命の起きたイギリスの安い綿織物の流入と、その一方での砂糖経済の発展で、イロイロの繊維産業は19世紀半ばには衰えてしまった。
1855年にイロイロ港が世界市場に開かれたことで、繊維産業の衰退と引き換えに新たな産業が置き換わった。蒸気船により安全で早い海路が開けたことで、イロイロの農業と工業は海外市場に直結した。イロイロや近隣のネグロス島で砂糖生産が発展したことをきっかけに、19世紀後半にはイロイロに好景気がやってきた。この世紀、砂糖の需要は高く、イロイロにいたイギリス人の副領事ニコラス・ルーニー（Nicholas Loney）は砂糖産業に資金を貸し付け、港に倉庫を建て、輸送鉄道を作り、蒸気機関で動くサトウキビ圧搾機や新技術を砂糖生産に導入した。イロイロの富裕層は、広い土地があり手つかずのネグロス島の大規模開発に乗り出した。商業活動の活発化、インフラの整備、娯楽や教育の整備、金融機関や外国領事館や商社の設置がイロイロに起こった。イロイロは町から市に昇格し、植民地政府は「La muy leal y noble ciudad de Iloilo」の称号を与えてこれを祝し、1890年には市政府が誕生した。

### 独立革命とアメリカ支配
1896年、マニラでの革命勃発に対して、イロンゴ語圏の態度は煮え切らなかった。武闘派独立組織カティプナンによって、後にはアメリカ軍によって、スペイン植民者が連戦連敗するのを見て、イロイロの人々も後から独立運動に加わった。一方、マニラがアメリカ軍によって陥落すると、フィリピンの植民地政府はイロイロに首都を遷した。
1898年、イロンゴ語圏の指導者達はスペイン植民者に対する反乱を始めることに合意した。1898年12月25日、植民地政府は現在のリベルタード広場（Plaza Libertad）で革命軍に対し降伏し、フィリピン第一共和国の国旗が翻った。しかし戦勝気分もつかの間で、12月末にはアメリカ軍が上陸し再植民地化すべく1899年2月までに各地に展開した。侵略に対するイロンゴ人の抵抗は1901年まで続いた。
アメリカ人の植民地政府はイロイロの地位を再び町に格下げしたが、フィリピン中部（ビサヤ諸島）とフィリピン南部（ミンダナオ島）における商業活動でのイロイロの重要性はなおも揺るがず、1937年7月16日には再び市となり、周辺の自治体（現在の区）と合併した。1935年から始まるフィリピン・コモンウェルス（自治領政府）の時代、イロイロ市は繁栄し、「南部の女王の町」（The Queen City of the South）という通り名で知られるようになった。
しかし砂糖の需要減少で繁栄は続かず、港湾では労働者の反乱が起こり、恐れる投資家たちは砂糖生産地に近いネグロス・オクシデンタル州にイロイロ港を補完するプルパンダン港（Pulupandan）を建設して砂糖輸出を移転させてしまった。1942年、日本軍の侵攻で経済は停止した。
第二次世界大戦中、イロイロには日本陸軍のいくつかの大隊が駐屯した。守りを固めたため、戦争の終わり近くにも日本軍はかつてスペイン軍やアメリカ軍がイロイロで持ちこたえたように、抵抗を続けることができた。1945年3月25日、アメリカ軍がイロイロを日本軍から解放したあと、日本兵捕虜はハロ広場の間に合わせの収容所で拘禁された。

### 戦後のイロイロ、砂糖業の衰退
戦争でイロイロの経済や生活は大きな損害を受けた。さらに、戦後も続く港湾組合の闘争、衰退する砂糖経済、悪化する農村部の治安や秩序などにより、イロンゴ語圏人は他の町や島へ脱出し、実業家もバコロドやセブ市などへ機会を求めて移転した。こうしてイロイロ市のフィリピン南部における重要性は低落した。
1960年代から1990年代にかけて、イロイロ市の経済は徐々に復活した。漁港や国際商業港の建設、企業のイロイロ市に対する投資によって、イロイロ市は西ビサヤの中心の地位を維持している。

## 市の見所
サンペドロ要塞（Fort San Pedro）
1600年代前半にスペイン人植民者が建てた要塞。建設以来、オランダ、イギリス、アメリカ、日本の攻撃を受けてきた。
モロ教会（Molo Church）
市街中心部（シティ・プロパー地区）から3km離れたところにある。サンゴ礁の石灰岩で建てられたゴシック・リバイバル様式の教会。19世紀に完成、ホセ・リサールがミンダナオ島へ流刑される途中に立ち寄った。
ハロ・メトロポリタン大聖堂（Jaro Metropolitan Cathedral）
市街中心部（シティ・プロパー地区）から3km離れたところにある。西ビサヤを管轄するハロ大司教の座。毎年2月2日に祭典が行われるキャンドルの聖母がある。
ハロ鐘楼（Jaro Belfry）
1948年の地震で崩壊したが、後に再建された。教会から離れて独立して建っている、フィリピンでも珍しい鐘楼。
イロイロ繁華街史跡地区（Calle Real）
20世紀前半のコモンウェルス時代に建てられた古い独特の建物は史跡になっている。
イロイロ博物館（Museo Iloilo）
イロイロ市の文化遺産を展示している。
ハロ地区（Distrito Jaro）
市街中心部（シティ・プロパー地区）から3km離れたところにある地区。古いコロニアル様式で建てられた砂糖富豪の豪邸や、エリートたちが住んだスペイン＝フィリピン混合様式の家々が残り、上述のハロ大司教座もある。
ラ・ヴィラ・デ・アレヴァロ（La Villa de Arevalo）
市街中心部（シティ・プロパー地区）の南西6km。離れたところにある。花と花火の街。
ムエージェ・ルーニー（Muelle Loney）
イロイロの街の河港。パナイ島とネグロス島の砂糖産業の父、イギリス人領事ニコラス・ムーニーにちなんで名づけられた埠頭。沖合いのギマラス島が風から港を守るため、非常に安全な港とされた。1855年開港。

## 姉妹都市
- ビルバオ、スペイン
- デデド、アメリカ合衆国
- ホノルル、アメリカ合衆国
- プノンペン、カンボジア
- 青島市、中国
- ストックトン、アメリカ合衆国
- 玉林市、中国
- バコロド、フィリピン
- カガヤン・デ・オロ、フィリピン
- マカティ、フィリピン
- ケソン、フィリピン

## 交通
- イロイロ国際空港